# 海厄特灣

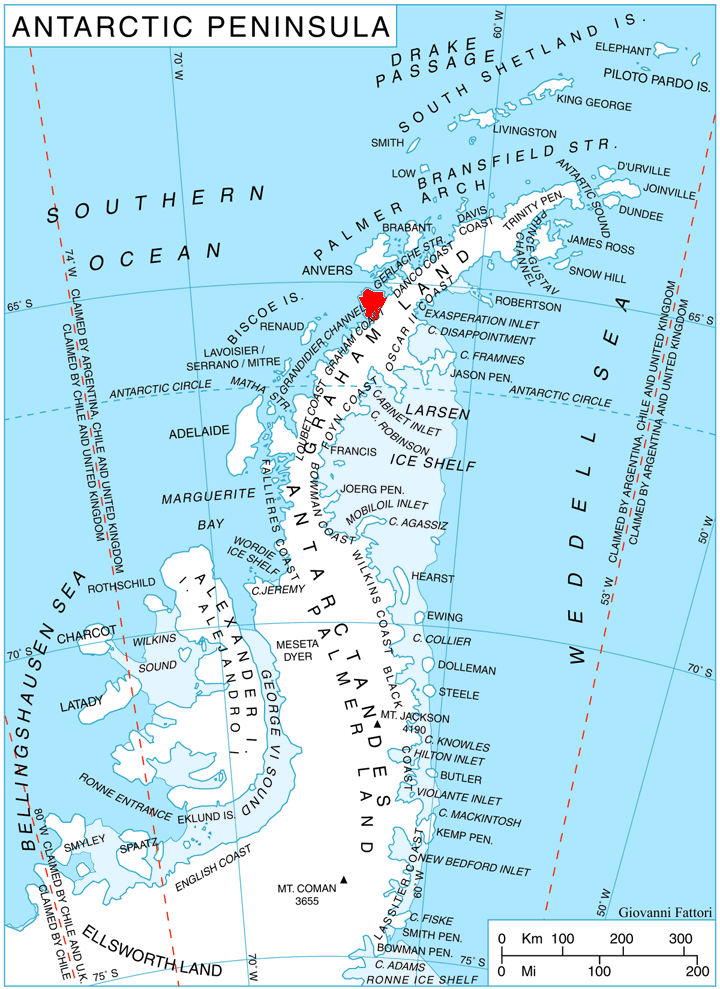

海厄特灣（英語：Hyatt Cove），是南極洲的海灣，位於葛拉漢地西岸的丹科海岸，處於索尼亞角西面，屬於弗蘭德雷斯灣的一部分，由比利時探險隊發現和繪入地圖，現時由南極條約體系管理。